# Саутсайд 1-1000
«Саутсайд 1-1000» (англ. Southside 1-1000) — фильм нуар режиссёра Бориса Ингстера, который вышел на экраны в 1950 году.
Фильм сделан в полудокументальном стиле на основе реальной истории и рассказывает о борьбе Секретной службы США с бандой фальшивомонетчиков, для которой гравёр (Моррис Анкрум), находясь в тюрьме, изготовил новые печатные формы. Федеральный агент (Дон Дефор) под видом продавца краденых денег внедряется в банду и выходит на её главаря, в конце концов разоблачая и уничтожая преступников.
Фильм относится к субжанру фильмов нуар о фальшивомонетчиках наряду с такими картинами, как «Агенты казначейства» (1947), «Попавший в ловушку» (1949), «За пределами закона» (1956) и «Много фальшивых денег» (1957).
Критики оценили фильм как невыдающийся, но достаточно качественный, особенно отметив его полудокументальный стиль, операторскую работу, а также игру Андреа Кинг в роли ледяной роковой женщины.
Это был всего второй (и последний) фильм нуар, где Борис Ингстер выступал в качестве режиссёра, после его нашумевшей картины «Незнакомец на третьем этаже» (1940), которая многими историками кино признаётся первым фильмом нуар в истории.

## Сюжет
Находясь в тюрьме, немолодой, больной фальшивомонетчик Юджин Дин (Моррис Анкрум) неожиданно становится очень религиозным, проводя время за чтением Библии. Это удивляет сотрудников тюрьмы, которые знают, что в своё время он был художником, учился в Париже, был гравёром, а затем сделал резкий поворот в своей жизни и сначала занялся подделкой ценных бумаг, а затем и денежных купюр. После очередной службы в тюремной часовне Юджин прислуживает капеллану (Дуглас Спенсер). В ходе разговора он указывает священнику на неточность в проповеди, говоря, что согласно Библии корнем зла являются не сами деньги, а любовь к деньгам. Затем Юджин возвращает капеллану кожаную сумку, у которой он починил обшивку. Вскоре после возвращения домой священника срочно вызывают к пожилой больной женщине. Пока он занимается с женщиной, некто незаметно для него вспарывает обшивку его сумки, извлекая формы для печати денег, после чего платит хозяину дома 50 долларов и исчезает.
Вскоре в казино и других игорных заведениях Лос-Анджелеса в большом количестве появляются высококачественные подделки 10-долларовых купюр. Фальшивые деньги направляются на экспертизу в Вашингтон, в Секретную службу Министерства финансов США. Эксперты службы устанавливают, что подделки такого высокого уровня мог изготовить только Дин. Секретная служба направляет к Дину своего агента Джона Риггса (Дон Дефор). Хотя в тюрьме Дина считают идеальным заключённым, тем не менее, Риггсу удаётся обнаружить в его камере тщательно спрятанный набор инструментов для изготовления печатных форм. На вопрос агента, где он прячет сами формы, Дин отказывается отвечать, заявляя, что не будет ему помогать. Тюремный врач сообщает Риггсу, что Дин серьёзно болен, и ему осталось жить примерно два месяца.
Агенты Секретной службы проводят поиски источника фальшивых денег повсюду, где большие суммы наличных быстро переходят с рук на руки, прежде всего, в казино, на ипподромах и спортивных аренах. Наконец, на бейсбольном стадионе детектив замечает карманника Нимбла Уилли (Джон Хармон), у которого обнаруживают несколько фальшивых 10-долларовых банкнот. Понимая, что ему грозит серьёзное наказание, Уилли сознаётся в краже и соглашается показать завсегдатая стадиона, у которого он украл деньги. Некоторое время спустя на соревнованиях Уилли указывает Риггсу в толпе на человека, которого, как выясняется, зовут Билл Эванс (Барри Келли). За Эвансом устанавливается постоянная слежка. Эванс ведёт образ жизни обычного коммивояжёра и порядочного семьянина, однако несколько дней спустя Риггс замечает, как в табачном магазине Эванс скрытно обменивает одну запечатанную упаковку на другую. Вскоре в аэропорту в чемодане Эванса, который собирается вылететь в другой город, обнаруживают 150 тысяч фальшивых долларов. Эванса арестовывают, и за хранение фальшивых денег ему грозит 10 лет тюрьмы. При разговоре с адвокатом, Эванс просит добиться выпуска его под залог и снабдить 50 тысячами настоящих денег, обещая немедленно скрыться из страны. Вскоре адвокат заявляет властям, что его клиент готов к сотрудничеству, после чего Эванса выпускают под залог, решая проследить за его контактами. Встревоженной жене, которая ничего не знает о его делах, Эванс сообщает, что является лишь курьером и больше никаким образом не связан с преступниками. Затем Эванс звонит кому-то по телефону, назначая встречу на следующий день. Риггс направляет двух агентов проследить за Эвансом, однако на многоярусной парковке бандитам во главе с Реджи (Джордж Тобиас) удаётся незаметно для слежки вывезти Эванса в город. Реджи привозит Эванса в 12-этажное офисное здание под предлогом, что сюда якобы перебрался офис их организации. Затем они поднимаются на верхний этаж, откуда Реджи с подручным молча выталкивают Эванса в окно, и тот разбивается насмерть.
Потеряв важную нить, Риггс решает попытаться выяснить что-либо у вдовы Эванса. Женщина не может сообщить агенту ничего полезного, говоря, что они жили достаточно скромно. Однако при осмотре вещей Эванса Риггс находит в его гардеробе костюм, пошитый у дорогого частного портного в Беверли-Хиллс. Портной сообщает, что изготовил для Эванса несколько костюмов по 250 долларов, однако отправлял их не домой, а в гостиницу. Проверка показывает, что это обычная гостиница среднего класса, за которой не замечено никакого криминала, однако Эванс останавливался в ней неоднократно. Получив согласие своего босса Хью Б. Прингла (Дж. Пэт Коллинз), Риггс переходит на работу под прикрытием. Он селится в гостиницу под именем Ника Старнса, бизнесмена из Кливленда, пытаясь создать образ преступного дельца с Восточного побережья. Риггс укрепляет свою репутацию щедрыми чаевыми персоналу и вскоре знакомится с управляющей гостиницей Норой Крейг (Андреа Кинг). Чтобы проверить Нору, Риггс подсылает к ней двух агентов Секретной службы с 50-долларовой купюрой, которая поступила в банк из гостиницы. По чернильному пятну на банкноте Нора вспоминает, что этой купюрой расплатился Риггс, однако не говорит об этом агентам. Они в свою очередь сообщают, что эта купюра проходит по делу об ограблении инкассаторской машины в Бостоне, передавая ей список банкнот, которые пропали во время того ограбления. Некоторое время спустя Риггс заходит к Норе в кабинет с просьбой положить в гостиничный сейф конверт. После его ухода Нора заглядывает в конверт, обнаруживая там несколько купюр с номерами из списка, переданного агентами. Тем же вечером Риггс приглашает Нору на бокс, однако она заметно скучает там. Заметив это, Риггс предлагает Норе сходить в более интересное для неё место. Она ведёт его в ночной клуб, а затем приглашает к себе домой. Когда Риггс удивляется её дорогой квартире, Нора замечает, что у неё есть свои доходы помимо гостиницы. На стене Риггс видит картину, которая оказывается работой её отца. Нора рассказывает ему о визите агентов Секретной службы и советует уехать как можно скорее. В свою очередь Риггс сообщает ей, что ожидает в гостинице человека по имени Эванс, через которого должен сбросить большую партию денег. Риггс понимает, что Нора знает это имя, однако она делает вид, что оно ей незнакомо. В подтверждение своих слов Риггс показывает телеграмму от Эванса с предложением о встрече в гостинице, сообщая, что они с Эвансом заняты одним и тем же бизнесом. Нора говорит Риггсу, что сомневалась в отношении него, однако он ей нравится, и она хотела бы ему доверять. Они обнимают и целуют друг друга. Ночью в номер Риггсу звонит Реджи, назначая встречу на следующий день на бейсбольном стадионе. Днём на пустой трибуне стадиона Риггс встречается с тремя гангстерами, одного из которых по имени Фрэнки (Джо Тёркел) представляют как участника ограбления в Бостоне. Риггс и Фрэнки не узнают друг друга, после чего Риггс заявляет, что сам он не ходит на ограбления, а занимается только денежными вопросами. Затем Реджи сообщает, что Эванс убит и предлагает делать бизнес с ним. Риггс говорит, что у него есть полмиллиона долларов с ограбления, которые Реджи соглашается купить по 20 центов за доллар, после чего Риггс просит 7-10 дней, чтобы доставить деньги в город.
Тем временем начальник тюрьмы приказывает переправить больного Дина в тюремный госпиталь. В поезде Дину удаётся разоружить конвоира и сбежать. В гостинице Риггс подходит к Норе за конвертом, замечая ей, что сразу после того, как он его оставил, «все в городе узнали, что там внутри». В вестибюле Риггса встречает Реджи, заявляя, что теперь будет сопровождать его постоянно. В тот же день Риггсу приходит телеграмма от Хью, которую получает Реджи. Текст телеграммы гласит: «Дядя неожиданно уехал из города. Он тебя знает. Нужно срочно встретиться». Риггс пытается соврать, что это телеграмма от его букмекера, однако Реджи бьёт его, а затем тайно вывозит в тайное логово за городом. Когда Риггс приходит в себя, Реджи объясняет, что боссу не понравилась телеграмма, и потому будет проведена дополнительная проверка. Вскоре в доме появляется сбежавший Дин, которому срочно нужен врач. Реджи сразу же звонит боссу, сообщая, что «твой отец здесь и хочет тебя видеть». Дина укладывают на кровать в соседней комнате, и таким образом он не видит Риггса. Некоторое время спустя появляется Нора, которая и оказывается боссом. Очнувшийся после обморока Дин узнаёт всех членов банды, однако из-за болезни видит всё в затуманенном виде. Взглянув на Риггса, Дин после некоторых колебаний называет его по имени, однако Риггс успевает объяснить другим бандитам, что они якобы вместе сидели в тюрьме, после чего Дин теряет сознание. Приехавший вскоре врач лишь констатирует смерть Дина. Риггс утешает Нору, которая рассказывает, что Дин — её родной отец, который давно развёлся с матерью, и она носит фамилию приёмного отца. Затем она просит у Риггса прощения, что подозревала его, но после слов отца она ему верит.
Риггс под контролем бандитов звонит в Кливленд, требуя доставить завтра 100 тысяч долларов. Через коммутатор на телефонной станции звонок поступает к Хью, который даёт указание приготовить деньги. Передача денег осуществляется через камеру хранения на городском вокзале. Забрав портфель с деньгами, Риггс и Реджи уезжают с вокзала на такси, за ними следуют агенты Секретной службы. Когда их машина подъезжает мимо фуникулёра, Реджи приказывает резко затормозить, затем вместе с Риггсом быстро выскакивает из машины и на фуникулёре поднимается на вершину холма, где они пересаживаются на ожидающую их машину и скрываются. Они приезжают в промышленную зону, где в одном из цехов банда развернула своё производство. Риггс тянет время, чтобы найти способ связаться со своими коллегами. Он садится пересчитывать деньги, и через некоторое время просит одного из бандитов купить ему в ближайшем магазинчике пиво и бутерброды, давая 10-долларовую купюру, на которой незаметно написал просьбу срочно прислать агентов Секретной службы. Тем временем, разбирая у себя дома вещи отца, Нора находит написанный им портрет Риггса, где содержится приписка, что он агент Секретной службы. Нора немедленно приезжает в цех, где Риггс и бандиты уже почти закончили операцию по обмену денег. Она показывает ему рисунок отца, заявляя, что теперь нет сомнений в том, что он коп. Нора приказывает избить Риггса и бросить в запертой комнате, а затем быстро очистить цех и поджечь его. Тем временем жена владельца магазинчика, увидев на 10-долларовой купюре надпись с просьбой срочно позвонить по номеру «Саутсайд 1-1000» набирает его, попадая в Секретную службу, которая немедленно направляет по её адресу полицию. Тем временем Нора забирает спрятанный в цехе чемодан с настоящими деньгами и собирается бежать. В этот момент на склад врываются полицейские, и начинается перестрелка. Довольно быстро полицейские убивают или задерживают всех преступников, однако Норе с портфелем удаётся незаметно выйти на улицу. Когда освобождают Риггса, он ищет Нору, и, заметив её, начинает преследование. По лестницам через крышу они выбираются на улицу, где Нора, стреляя в Риггса, бежит в направлении моста через железнодорожные пути. На мосту Нора ранит Риггса в плечо, однако после этого у неё заканчиваются патроны. Когда Риггс приближается к ней, Нора пытается столкнуть его вниз, однако поскальзывается и сама падает под проходящий поезд.

## В ролях
- Дон Дефор — Джон Риггс / Ник Старнс
- Андреа Кинг — Нора Крейг
- Джордж Тобиас — Реджи
- Барри Келли — Билл Эванс
- Моррис Анкрум — Юджин Дин
- Джо Тёркел — Фрэнки
- Роберт Остерлох — Альберт
- Джон Хармон — Нимбл Уилли
- Дж. Пэт Коллинс — Хью Б. Прингл, агент казначейства
- Дуглас Спенсер — тюремный капеллан
- Джоан Миллер — миссис Клара Эванс
- Уильям Форрест — начальник тюрьмы
- Джозеф Крехан — Бёрнс, тюремный надзиратель
- Чарльз Кейн — Харрис
- Киппи Валес — певица

## Создатели фильма и исполнители главных ролей
Сценарист и режиссёр фильма Борис Ингстер родился в 1903 году Риге на территории Российской империи. В 1920-е годы он перебрался во Францию, где, в частности, работал ассистентом у Сергея Эйзенштейна. В 1930 году Ингстер переехал в США, где, начиная с 1935 года, зарекомендовал себя главным образом как киносценарист. Однако, как пишет историк кино Деннис Шварц, более всего Ингстер известен тем, что «в 1940 году поставил, по общему мнению, первый американский фильм нуар „Незнакомец на третьем этаже“ (1940)».
Исполнитель главной роли Дон Дефор сыграл главные или значимые роли в таких картинах, как романтическая комедия «Зверь мужского пола» (1942), военная мелодрама «Ты пришёл» (1945), вестерн «Шомпол» (1947), музыкально-романтическая комедия «Это случилось на Пятой авеню» (1947), романтическая комедия «Моя подруга Ирма» (1949), фильмы нуар «Слишком поздно для слёз» (1949) и «Тёмный город» (1950), военная мелодрама «Время любить и время умирать» (1958).
Андреа Кинг известна по ролям в таких фильмах, как военная драма «Гостиница „Берлин“» (1945), фильм ужасов «Зверь с пятью пальцами» (1946), фильм нуар «Розовая лошадь» (1947), мюзикл «Моя дикая ирландская роза» (1947), фэнтези-комедия «Мистер Пибоди и русалка» (1948) и нуаровый триллер «Звонить 1119» (1950).

## История создания фильма
Рабочими названиями этого фильма были «Фальшивомонетчество» (англ.  Counterfeit) и «Нэшнл 1-1000» (англ.  National 1-1000). По словам киноведа Майкла Кини, название «Саутсайд 1-1000» произошло от реального телефонного номера Секретной службы Департамента финансов США в Лос-Анджелесе.
По информации «Голливуд Репортер», сюжет фильма был взят из реальных дел Секретной службы США.
Администрация Производственного кодекса запретила изначальный финал фильма, в котором Нора бросалась под поезд, кончая жизнь самоубийством, после чего сообщалось, что Риггс послал фиалки на её похороны. Производственный кодекс запрещал использовать в фильмах самоубийство как способ ухода преступников из жизни, а слова об отправке Риггсом цветов были признаны неприемлемыми, так как романтизировали преступника.
Фильм открывается хроникальными и закадровым комментарием, утверждающим, что самым мощным оружием из всех является американский доллар, неприкосновенность которого должна быть защищена.
Многие сцены фильма снимались на натуре в таких местах Лос-Анджелеса, как вокзал Union Station, фуникулёр Angel’s Flight и бейсбольный стадион Wrigley Field, который в 1969 году был разрушен. Отдельные сцены фильма снимались также в Сан-Рафеле, Калифорния, и в тюрьме «Сан-Квентин».
Согласно информации Daily Variety, у кинокомпании Allied Artists возникли проблемы с Министерством финансов США после того, как отдел рекламы кинокомпании заказал в нью-йоркской типографии фальшивые 10-долларовые банкноты для рекламы фильма.
В октябре 1950 года в тюрьме «Сан-Квентин» прошёл специальный предварительный показ фильма.

## Оценка фильма критикой

### Общая оценка фильма
После выхода фильма на экраны в рецензии «Нью-Йорк Таймс» было отмечено, что это не первый фильм за последнее время, в котором «агенты Казначейства преследуют фальшивомонетчиков». По мнению рецензента, «приятный факт заключается в том, фильм движется быстро, как и должна хорошая мелодрама, делая акценты на кратких, с жаром сыгранных моментах насилия». В целом, как полагает автор статьи, «в кинобиблиотеке рутинных гангстерских работ фильм достоин комфортабельного рейтинга среднего класса, будучи не особенно увлекательным, но и не особенно скучным».
По мнению современного историка кино Боба Порфирио, «хотя фильм и не настолько силён», как «Агенты казначейства», тем не менее, он «значим хотя бы тем, что его написал и поставил Борис Ингстер, который также поставил, вероятно, первый подлинный фильм нуар „Незнакомец на третьем этаже“. В отличие от той работы, этот фильм сделан в стиле псевдо-документалистики», при этом он насыщен «значительными световыми контрастами и натурными съёмками». Историк кино Деннис Шварц отмечет, что «этот чёрно-белый фильм нуар в псевдодокументальном стиле сопровождается патриотическим посланием в поддержку военных усилий США в Корее, а также жёстко бичует фальшивомонетчиков, сравнивая их с диверсантами». По словам киноведа, «фильм утверждает, что самым мощным оружием в арсенале Америки против коммунизма являются деньги», и потому он смотрится «как рекламный фильм Министерства финансов США». При этом Шварц полагает, что в этой картине «Ингстер ни разу не пробуждает того напряжения или реального потрясения, которого он добился в своей первой нуаровой работе». По мнению критика, «фильм скорее напоминает полицейский телепроцедурал „Облава“ 1950-х годов». Майкл Кини отмечает «чрезмерно затянутый (но чудесно старомодный) пролог, который уносит зрителя к краткому обзору событий от Первой мировой войны до Корейской войны, пока наконец не утверждает, что американский доллар — это самый важный продукт», и что «фальшивомонетчик — это больший преступник, чем диверсант». Далее, как пишет критик, следует «надуманная посредственная история», и всё же «фильм неожиданным образом доставляет наслаждение благодаря первоклассной игре Кинг в роли ледяной роковой женщины, которая совершает роковую ошибку, влюбляясь в привлекательного федерала».
Спенсер Селби обращает внимание на тематику фильма, в котором «агент казначейства под прикрытием выслеживает источник высококачественных фальшивых купюр», а в рецензии журнала TV Guide отмечено «мастерство Ингстера в жанре фильм нуар», а также «реализм картины, который достигается с помощью документальной съёмки переулков Лос-Анджелеса и в тюрьме „Сан-Квентин“». По мнению Крейга Батлера, хотя «это хороший псевдо-нуар, выполненный в псевдодокументальном стиле», тем не менее, «он немного разочаровывает». Критик полагает, что фильм «функционален, и все его части гладко состыкованы между собой, благодаря чему он быстро движется вперёд как хорошо смазанная машина, однако ему не хватает подлинной искры». С другой стороны, Батлер отмечает, что фильм является «жертвой своего времени со своим довольно упрощённым антикоммунистическим подходом и порой раздражающим закадровым голосом. Искусно продуманная история через некоторое время также становится довольно механической, а репликам иногда не хватает точности». И всё же, «несмотря на недостатки, фильм заслуживает просмотра — хотя многие при этом будут в большей степени наслаждаться тем, чем он мог бы быть, чем тем, что он есть на самом деле».

### Оценка работы режиссёра и творческой группы
По мнению Батлера, «сценарий имеет пару интересных поворотов», однако «учитывая впечатляющую работу Бориса Ингстера на влиятельном фильме „Незнакомец на третьем этаже“, ожидаешь чего-то, немного более необычного, неизбитого, или, по крайней мере, своеобразного. Однако фильм выглядит так, как могла бы выглядеть работа любого другого квалифицированного режиссёра». При этом, «нельзя сказать, что фильм ничем не порадовал. Работа оператора Расселла Харлана должным образом мрачна и доносит до зрителя все сюжетные моменты». Она точно «соответствует быстрому темпу Ингстера, но при этом находит возможность задержаться на мгновение и создать лёгкое беспокойство». По мнению Батлера, в картине выделяется «искусно поставленная финальная сцена, которая захватывает зрительское внимание».
Боб Порфирио также обращает внимание на «особую иронию последней сцены», в которой «праведный агент по эстакаде моста преследует бывшую возлюбленную вскоре после того, как они заключали друг друга в страстных объятиях любви и ненависти», и эта «погоня достигает кульминации в её фрейдистском прыжке в темноту».

### Оценка актёрской игры
Критики высоко оценили актёрскую игру, особенно выделив работу Андреа Кинг. В частности, Боб Порфирио отметил, что «волчицу-героиню Нору Крейг отлично сыграла Андреа Кинг. Эта роль очень похожа на её роль в „Розовой лошади“, где главный герой описал её как „надушенную холодную рыбу“». В рецензии TV Guide также отмечено, что «играя роль, сходную с ролью в „Розовой лошади“, Кинг превосходна в роли романтического интереса с ледяным сердцем». Крейг Батлер также выделяет Андреа Кинг, которая «доставляет наслаждение в роли бессердечной роковой женщины, особенно в тот момент, когда она получает возможность раскрыться и показать свои когти». При этом «Дон Дефор, хотя, может быть, и не актёр уровня Хамфри Богарта, однако довольно крепкий исполнитель главных ролей». По мнению обозревателя «Нью-Йорк Таймс», «Андреа Кинг красива и приятна (как бархат) в роли крупного босса фальшивомонетчиков, Дон Дефор выполняет искусную работу в роли агента Казначейства, а Джордж Тобиас профессионален в роли молчаливого подручного по силовым акциям».